# Cat Island (Floride)
Ne doit pas être confondu avec les autres îles appelées Cat Island ou l'île du Chat dans les Kerguelen.
Cat Island (« l'île du Chat ») est une île dans le comté d'Osceola, en Floride (États-Unis).

## Géographie
Elle s'étend sur environ 600 m de longueur pour une largeur d'un peu moins de 500 m. Elle a la particularité de ressembler à un cœur vue du ciel. 